# 漂亮怪獸

## 概要
漂亮怪獸在日本集英社ウルトラジャンプ雜誌，2001年9月號開始連載，日本目前已出到第十冊，七瀨葵的漫畫作品。而台灣地區中文版是長鴻所代理發行。
作者身體因素影響，休載多次。單行本出的緩慢進度。2007年6月出版第八冊後，漫畫開始停載狀態。
2011年2月18日第九冊和第十冊日本地區同時發行，可能多次休載因素，第十冊將是結局。

## 故事簡介
梅露蒂·培果崇拜英雄哥哥卡斯塔德·培果影響，夢想要當一名劍士，為了成為一流的冒險者，她進了綜合魔法學院，結識了黑魔女瑪麗絲、白魔法師洋甘菊、巫女青葉等人，朝著目標努力修行中。

## 登場人物
梅露蒂·培果 (聲優CD版-白石涼子)
女主角。天馬班學生，活潑開朗，希望可以像哥哥那樣成為優秀的劍士，後來有新寵物喵姆。學園鬥技祭預賽中，第一戰打敗了賈奇，第二戰又打敗了賽兒菲.格拉姆，闖進學園鬥技祭準決賽四強。
必殺技:風之魔法劍、嵐之魔法劍、炎之魔法劍、光之魔法劍。
瑪麗絲·米夏 (聲優CD版-植田佳奈)
黑魔法系的哥德風少女，個性有些嚴苛，寵物為普魯特利潔，賽連班學生，鬥技祭預賽中，輸給了鈴麗，比賽打完時露露提議判決不公平，但瑪麗絲選擇輸了。
必殺技:火焰術、超級百萬火焰術、黑之死神。
洋甘菊·茉莉 (聲優CD版-野中藍)
不可思議的少女，與章魚先生特別要好，賽連班學生，鬥技祭預賽中曾打敗過影丸。第二輪比賽中，同裁判不在現場大家一起走回終點。
青葉·矢島 (聲優CD版-中原麻衣)
式神使的少女，神秘的巫女，天馬班學生。寵物有式神，鬥技祭第二輪比賽中，同裁判不在現場大家一起走回終點。
喵姆 (聲優CD版-辻步美)
梅露蒂飼養的寵物.鈴麗被殺害後，喵姆憤怒下而選擇了力量，來對抗魅影。
水名瀨☆優希(花田梅) (聲優CD版-新谷良子)
大阪腔的同人商人。天馬班學生。能力使用G筆發動魔法.
必殺技：水龍、天馬（改）。
胡桃·高梨 (聲優CD版-小林由美子)
報導社，忙著尋找獨家新聞，後來負責學園鬥技祭實況轉播人員之一。
雷納德·索修特華 (聲優CD版-齋賀觀月)
冒險者階級高級，為了某件事槓上梅露蒂，後來成為學園最年少紀錄成為大師級稱號，打破哥哥奧嘉斯特的紀錄，但在學園內被不明人士遭到攻擊而受傷，學生證卡片被奪走因此受到處罰，降級。與梅露蒂同為天馬班。
慕羽
雷納德的私人士兵，人造人(D.O.L.L)忍者型，把妮伊當成對手。
蘋果 (聲優CD版-宮崎羽衣)
雷納德私人士兵，人造人，慕羽的小妹，對雷納德抱有淡淡的仰慕之情，梅露蒂為了變強，蘋果協助特訓梅露蒂。
妮伊
學園管理員之一，人造人(D.O.L.L)原型，咪露、露露等人的姊姊。
露露 (聲優CD版-清水愛)
學園管理員之一，人造人，一發火會啟動衛星系統，很熱愛大自然。
咪露
學園管理員之一，人造人，格鬥型，有雙重人格。
奧莉比雅.利斯提 (聲優CD版-豐口惠)
代理園長，兼講師。
娜塔夏·尼基爾 (聲優CD版-山口真弓)
天馬班的導師。占卜師風格美女。
李鈴麗
中華風少女，喜愛梅露蒂，三味一體不同人格，實力非同小可，學園鬥技祭預賽中露露曾不能接受這種比賽規則。天馬班學生，晉級了學園鬥技祭準決賽四強。
必殺技：料理系列(咕咾肉、油炸、菜單三角攻擊、叉燒肉)、雙刀系列。
楓
鈴麗三味一體之一
玫琳凱
鈴麗三味一體之一
神崎·亞梨子 (聲優CD版-松來未祐)
魔學社代表，年齡不詳少女，開發藥品的地方。
神崎·亞梨子二號
聖魔大戰時期被製造出來，想以自己方式存活下來，參加了學園鬥技祭，而晉級了準決賽四強。
亞雷克·修路茲
天馬班學生，普通人依賴劍與魔法，亞雷克能力使用科技，最大武器就是知識。
傑克莉娜.哥頓(賈奇)
天馬班學生，個性極差，能力很特別。學園鬥技祭預賽第一戰與梅露蒂正面交戰，最後輸給了梅露蒂。
必殺技：轉手(加內(錢))
大江山薰
天馬班的學生，高大的身材，學過相撲技，但在學園鬥技祭預賽輸給雷納德。
羅莎莉·羅莎里歐
天馬班的學生，能力似乎幽靈。
瑪若·弗洛馬究
天馬班的學生。
影丸
孤高的忍者，學園鬥技祭預賽中，輸給了洋甘菊。
凱蒂·瑪修瑪洛迪
賽連班的學生，魔女風格美少女，第二輪比賽遭遇，同裁判不在現場大家一起走回終點。
三村三月
雷納德少爺粉絲，兔耳女孩，第二輪比賽遭遇，同裁判不在現場大家一起走回終點。
艾咪·史特拉迪百利伍
僧侶系少女，第二輪比賽遭遇，同裁判不在現場大家一起走回終點。
必殺技：閃電、冰之步舞曲、白色安魂曲
賽兒菲·格拉姆
人造人，學園鬥技祭比賽中，輸給了梅露蒂。
血腥櫻桃
鮮紅的飼育者，學園鬥技祭比賽中，輸給了神崎亞梨子二號。
卡凱爾·巴茲 (艾克斯·克爾斯)
他的人偶就是艾克斯·克爾斯。而艾克斯·克爾斯有著鋼鐵的外貌受到巴茲操縱方式闖進學園鬥技祭，最後晉級了四強。
魅影
白公主的嫉妒所產生出來的亡靈，不明人士的真面目，傷害了雷納德、殺害了鈴麗的兇手。

## 其他人物
卡斯塔德.培果
梅露蒂的哥哥，大師級畢業，學園鬥技四強前把短劍送給了梅露蒂，而那把短劍卻揮出了光之魔法劍!?。
羅蕾娜
瑪麗絲的姊姊，大師級畢業。
奧嘉斯特.索修特華
雷納德的哥哥，大師級畢業
懷特.哈特
白公主，哈特冒險公司學園鬥技祭主辦人。
夏雷納.莫威奇
哈特冒險公司，學園鬥技祭主持人。
蜜雅.迪亞
空想生物學社，負責學園鬥技祭實況轉播人員之一。
貝吉達伯.培果
梅露蒂的父親，派人委託把蛋送給了梅露蒂房間，而委託人告訴梅露蒂後，才知道喵姆是父親送給梅露蒂的禮物。

## 外部連結
- （日語）SEVENTH HEAVEN Aoi Nanase Official Web Site（七瀨葵的網站）